# Andrew Florent
Andrew Paul Florent (* 24. Oktober 1970 in Melbourne; † 16. August 2016 ebenda) war ein australischer Tennisspieler.

## Leben
Florent stand 1988 im Finale des Juniorenturniers der Australian Open. Nachdem er zuvor unter anderem seine Landsmänner Jason Stoltenberg und Todd Woodbridge bezwungen hatte, unterlag er schließlich John Anderson. Zudem stand er neben Glen Kellett im Halbfinale der Doppelkonkurrenz.
Seine erste durchgehende Saison spielte Florent 1991, nachdem er in den vorhergehenden Jahren vereinzelt an Turnieren der ATP Challenger Tour in Australien teilgenommen hatte. Nach zwei Jahren mit Auftritten vor allem auf ATP Satellite-Turnieren konnte er zusammen mit Joshua Eagle im Mai 1993 das Challenger-Turnier von Kuala Lumpur gewinnen. Eagle wurde in der Folge zu seinem bevorzugten Doppelpartner; gemeinsam traten sie bei insgesamt 19 Turnieren an. 1994 konnte er in St. Pölten an der Seite von Vojtěch Flégl seinen ersten Doppeltitel auf der ATP Tour erringen. Insgesamt gewann er im Laufe seiner Karriere drei Doppeltitel auf der ATP Tour sowie fünf Doppeltitel auf der ATP Challenger Tour. Die höchste Notierung in der Tennisweltrangliste erreichte er 1993 mit Position 610 im Einzel sowie 2001 mit Position 13 im Doppel.
Im Einzel konnte er sich nie für ein Grand-Slam-Turnier qualifizieren. In der Doppelkonkurrenz stand er bei den Australian Open, den French Open und in Wimbledon jeweils im Viertelfinale, sowie im Achtelfinale der US Open. Zudem erreichte er im Mixed das Viertelfinale der Australian Open und von Wimbledon.
Andrew Florent war verheiratet und Vater von zwei Söhnen. Er erlag im August 2016 im Alter von 45 Jahren einer Krebserkrankung.

## Erfolge
| Legende (Anzahl der Siege)                       |
| Grand Slam                                       |
| Tennis Masters Cup ATP World Tour Finals         |
| ATP Masters Series ATP World Tour Masters 1000   |
| ATP International Series Gold ATP World Tour 500 |
| ATP International Series ATP World Tour 250 (3)  |
| ATP Challenger Tour (5)                          |

| ATP-Titel nach Belag |
| Hartplatz (1)        |
| Sand (2)             |
| Rasen (0)            |
| Teppich (0)          |

### Doppel

#### Turniersiege

##### ATP Tour
| Nr. | Datum           | Turnier        | Belag     | Partner          | Finalgegner                  | Ergebnis      |
| --- | --------------- | -------------- | --------- | ---------------- | ---------------------------- | ------------- |
| 1.  | 19. Juni 1994   | St. Pölten (1) | Sand      | Vojtěch Flégl    | Adam Malik Jeff Tarango      | 3:6, 6:1, 6:4 |
| 2.  | 11. Januar 1998 | Adelaide       | Hartplatz | Joshua Eagle     | Ellis Ferreira Rick Leach    | 6:4, 6:7, 6:3 |
| 3.  | 22. Mai 1999    | St. Pölten (2) | Sand      | Andrei Olchowski | Brent Haygarth Robbie Koenig | 5:7, 6:4, 7:5 |

##### Challenger Tour
| Nr. | Datum             | Turnier      | Belag     | Partner       | Finalgegner                     | Ergebnis |
| --- | ----------------- | ------------ | --------- | ------------- | ------------------------------- | -------- |
| 1.  | 9. Mai 1993       | Kuala Lumpur | Hartplatz | Joshua Eagle  | Marius Barnard Joost Winnink    | 6:4, 6:4 |
| 2.  | 12. Dezember 1993 | Adelaide     | Rasen     | Joshua Eagle  | Ben Ellwood Mark Philippoussis  | 6:1, 6:3 |
| 3.  | 19. Dezember 1993 | Launceston   | Teppich   | Joshua Eagle  | Sandon Stolle Michael Tebbutt   | 6:4, 6:0 |
| 4.  | 5. Juni 1994      | Fürth        | Sand      | Vojtěch Flégl | Gastón Etlis Christian Miniussi | 7:6, 6:1 |
| 5.  | 17. Dezember 1995 | Perth        | Hartplatz | Joshua Eagle  | Wayne Arthurs Andrew Kratzmann  | 6:4, 6:4 |

#### Finalteilnahmen
| Nr. | Datum           | Turnier          | Belag     | Partner       | Finalgegner                    | Ergebnis      |
| --- | --------------- | ---------------- | --------- | ------------- | ------------------------------ | ------------- |
| 1.  | 22. Mai 1994    | Bologna          | Sand      | Vojtěch Flégl | John Fitzgerald Patrick Rafter | 3:6, 3:6      |
| 2.  | 28. August 1994 | Long Island      | Hartplatz | Mark Petchey  | Olivier Delaître Guy Forget    | 4:6, 6:7      |
| 3.  | 30. April 1995  | Seoul            | Hartplatz | Joshua Eagle  | Sébastien Lareau Jeff Tarango  | 3:6, 2:6      |
| 4.  | 16. Juni 1996   | Porto            | Sand      | Joshua Eagle  | Emanuel Couto Bernardo Mota    | 6:4, 4:6, 4:6 |
| 5.  | 3. Mai 1998     | München          | Sand      | Joshua Eagle  | Todd Woodbridge Mark Woodforde | 0:6, 3:6      |
| 6.  | 21. Juni 1998   | ’s-Hertogenbosch | Rasen     | Joshua Eagle  | Guillaume Raoux Jan Siemerink  | 6:75, 2:6     |
| 7.  | 5. März 2000    | Delray Beach     | Hartplatz | Joshua Eagle  | Brian MacPhie Nenad Zimonjić   | 5:7, 4:6      |
| 8.  | 30. Juli 2000   | Kitzbühel        | Sand      | Joshua Eagle  | Pablo Albano Cyril Suk         | 3:6, 6:3, 3:6 |
| 9.  | 6. August 2000  | Toronto          | Hartplatz | Joshua Eagle  | Sébastien Lareau Daniel Nestor | 3:6, 6:73     |
| 10. | 6. August 2000  | Monte Carlo      | Sand      | Joshua Eagle  | Jonas Björkman Todd Woodbridge | 6:3, 4:6, 2:6 |